# 荒誕不經的故事
荒誕不經的故事（Tall Tale）是指一類基於歷史人物或民間英雄，並誇大事情經過或結果的故事。這類故事的特色在於想像力，而非文學意含。這類故事是美國民間文學（American folk literature）的基礎之一，來源包括了吹牛比賽等活動。

## 參看
- 吉姆·柏瑞哲